# Egmont Polska
Egmont Polska – wydawnictwo będące częścią Grupy Egmont. Powstało w roku 1990. Działalność rozpoczęło od wydawania komiksów z Kaczorem Donaldem przeznaczonych dla dzieci. Wydaje kilkadziesiąt tytułów prasowych rocznie, komiksy i książki dla dzieci i młodzieży oraz rodzinne gry planszowe.
W 2020 dział książek Egmont Polska został sprzedany firmie HarperCollins.
W 2001, 2002, 2008, 2015 i 2017 wydawnictwo otrzymało nagrodę dla najlepszego polskiego wydawcy komiksów przyznawaną przez organizatorów Międzynarodowego Festiwalu Komiksu w Łodzi.

## Publikacje

### Książki
- Animal Planet – Niepojęty świat zwierząt
- seria Beverly Hills 90210[4]
- seria Czytam sobie[5]
- seria Doktor Quinn[6]
- seria Internat[7]
- seria Nasze sprawy[8]
- seria Mary-Kate i Ashley, 16 urodziny[9]
- seria Mary-Kate Olsen, Ashley Olsen, Jak dwie krople wody[10]
- seria Mary-Kate i Ashley, Bliźniaczki[11]
- seria CHERUB

### Czasopisma
- 13 Magazyn Szczęśliwej Nastolatki
- Angielski jest super
- MovieStarPlanet
- Angry Birds Magazyn
- Back To Black
- Barbie
- Clifford
- CyberMycha
- Czarodziejki W.I.T.C.H.
- Disney i Ja
- Dumbo (Zawieszone)
- High School Musical
- Hot Wheels Moto Magazyn
- Kaczor Donald
- Kim Kolwiek
- Komputerowa Gratka
- Kraina Zwierząt
- Księżniczka
- Kubuś Puchatek
- Miki Max
- Mój Kucyk Pony
- Noddy
- Playhouse Disney
- Power Rangers
- Puchatkowe Zabawy
- Spider-Man
- Star Wars Komiks
- Strażak Sam
- Styl W.I.T.C.H.
- Teletubisie
- Tomek i przyjaciele
- Tom&Jerry
- Wojownicze Żółwie Ninja
- Dzwoneczek
- Zabawy z Tygryskiem
- ZOZO MIX

### Gry planszowe
- Futbol Ligretto
- Kajko i Kokosz – Wielki Wyścig
- Mali Powstańcy
- Manila
- Niagara
- Owczy pęd
- Pentago
- Pędzące żółwie
- Polowanie na robale
- Poszukiwacze skarbów
- Re Re Kum Kum
- Skubane kurczaki
- Totem
- Zlot czarownic